# Musikåret 1978

## Händelser

### Februari
- 11 – Björn Skifs låt Det blir alltid värre framåt natten vinner den svenska uttagningen till Eurovision Song Contest på Cirkus i Stockholm[1], men tvåan Miss Decibel med Wizex och Lasse Holm blir Wixex-sångerskan Kikki Danielsson stora genombrott i Sverige[2].

### Mars
- 12 – Ett gravmonument över Evert Taube avtäcks utanför Maria Magdalena kyrka i Stockholm.[3]

### April
- 7 – Rocbkandet Wilmer X har sin första spelning på Pildammsskolan i Malmö, under namnet "Wilmer Pitt".
- 12 – György Ligetis opera Den stora makabern har urpremiär på Kungliga Operan i Stockholm.
- 22 – Izhar Cohen & Alphabetas låt A-Ba-Ni-Bi vinner Eurovision Song Contest i Paris för Israel[4].

### Juni
- 1 juni – Den franske tonsättaren Henry Barrauds kammaropera Le roi Gordogane med libretto av Radovan Ivšić har premiär på Grand Théâtre de Bordeaux i tonsättarens födelsestad Bordeaux.[5]

### Augusti
- Augusti – Stefan Borsch meddelar att han slutar som sångare i det svenska dansbandet Vikingarna. Han ersätts den 15 september av Christer Sjögren[6].

### Oktober
- 26 – 22-årige Göran Söllscher från Kalmar vinner "Concours International de Guitarre" i Paris, inofficiellt världsmästerskap i klassiskt gitarrspel.[3]

### November
- 17–18 – Riksförbundet Unga Musikanter i Sverige blir vid sitt möte på Graninge stiftsgård utanför Stockholm en fristående ungdomsorganisation.[7]

### December
- December – Gosskören Wiener Sängerknaben förbjuds att uppträda i Hofburgkapellet under julhelgen, då en arbetarskyddsparagraf om barnarbete som förbjuder barn under 15 år att utföra betalt arbete under jullovet, åberopats. Dessa misstänks ha gjorts av föräldrarna till ett barn som inte fick vara med i kören, och en tradition från 1938 bryts.[3]
- 4 – Sovjetiske dirigenten Kirill Kondrasjin "hoppar av" då han och hustrun Nina befinner sig i Nederländerna.[3]

## Priser och utmärkelser
- Atterbergpriset – Lars-Erik Larsson
- Hugo Alfvénpriset – Gunnar Hahn
- Jan Johansson-stipendiet – Göran Strandberg
- Jenny Lind-stipendiet – Ann Allvin
- Jussi Björlingstipendiet – Anita Soldh
- Medaljen för tonkonstens främjande – Sixten Ehrling, Elisabeth Söderström, Eric Ericson och Erik Järnåker
- Nordiska rådets musikpris – Ryttaren, opera av Aulis Sallinen, Finland
- Norrbymedaljen – Eskil Hemberg
- Spelmannen – Freskkvartetten
- Svenska Dagbladets operapris – Sylvia Lindenstrand

## Årets album
I listan är soloartister sorterade enligt efternamn, och musikgrupper efter bandnamnet utan engelska "The" och "A".

### A–G
- AC/DC – If You Want Blood (You've Got It)
- AC/DC – Powerage
- Björn Afzelius – Johnny Boy
- The Beach Boys – M.I.U. Album
- Black Sabbath – Never Say Die!
- Boney M – Nightflight to Venus
- Blandade artister – VisFestivalen Västervik 1978
- Blondie – Parallel Lines
- Bob Marley and the Wailers – Babylon By Bus
- Bob Marley and the Wailers – Kaya
- Kate Bush – The Kick Inside
- Kate Bush – Lionheart
- Camel – Breathless
- The Cars – The Cars
- Eric Clapton – Backless
- The Clash – Give 'Em Enough Rope
- Elvis Costello – This Year's Model
- Crass – The Feeding of the 5000 (debutalbum)
- Peter Criss – Peter Criss
- Dire Straits – Dire Straits (debutalbum)
- The Doobie Brothers – Minute by Minute
- The Doors – An American Prayer
- Bob Dylan – Street Legal
- Bob Dylan – Masterpieces
- Dave Edmunds – Tracks on Wax 4
- Electric Light Orchestra – Discovery
- Brian Eno – Ambient 1: Music for Airports
- Emerson, Lake & Palmer – Love Beach
- Bryan Ferry – The Bride Stripped Bare
- Foreigner – Double Vision
- Ace Frehley – Ace Frehley
- Funkadelic – One Nation Under a Groove
- Peter Gabriel – Peter Gabriel (II)
- Art Garfunkel – Watermark (andra utgåvan, se artikel)
- Marvin Gaye – Here, My Dear
- Genesis – ...And Then There Were Three...

### H–R
- Japan – Adolescent Sex (debutalbum)
- Japan – Obscure Alternatives
- Jean Michel Jarre – Équinoxe
- Keith Jarrett – Bop-Be
- Keith Jarrett – My Song
- Keith Jarrett – Sun Bear Concerts
- Jethro Tull – Heavy Horses
- Billy Joel – 52nd Street
- Björn J:son Lindh – Bike Voyage II
- Judas Priest – Stained Class
- Kebnekajse – Vi drar vidare
- KISS – Double Platinum
- Kraftwerk – Die Mensch-Maschine
- Lill Lindfors – Du är det varmaste jag har
- Lillemor Lind – Hjortronblom och kärleksört
- Kenny Loggins – Night Watch
- Nick Lowe – Jesus of Cool
- Ulf Lundell – Nådens år
- Molly Hatchet – Molly Hatchet (debutalbum)
- Van Morrison – Wavelength
- Nationalteatern – Barn av vår tid
- The Only Ones – The Only Ones
- Tom Paxton – Heroes
- Peps Blodsband – Spår
- Pere Ubu – Dub Housing
- John Prine – Bruised Orange
- Queen – Jazz
- Rainbow – Long Live Rock 'n' Roll
- The Ramones – Road to Ruin
- Lou Reed – Street Hassle
- The Residents – Duck Stab
- The Residents – Not Available
- The Rolling Stones – Some Girls
- Todd Rundgren – Back to the Bars
- Rush – Hemispheres (EP)

### S–Ö
- Neil Sedaka – All You Need Is The Music
- Bob Seger & the Silver Bullet Band – Stranger in Town
- Gene Simmons – Gene Simmons
- Nina Simone – Baltimore
- Siouxsie and the Banshees – The Scream
- Soundtrack – Grease
- Soundtrack – Saturday Night Fever
- Soundtrack – Thank God It's Friday
- Bruce Springsteen – Darkness on the Edge of Town
- Paul Stanley – Paul Stanley
- Status Quo – If You Can't Stand the Heat
- Rod Stewart – Blondes Have More Fun
- Steel Pulse – Handsworth Revolution
- Stephen Stills – Thoroughfare Gap
- Styx – Pieces of Eight
- Sweet – Level Headed
- Talking Heads – More Songs About Buildings and Food
- Sven-Bertil Taube – Borta bra men hemma bäst. Visor och ballader av Evert Taube
- Thin Lizzy – Live and Dangerous
- Third World – Journey to Addis
- Thorleifs – Kurragömma
- Toto – Toto (debutalbum)
- Peter Tosh – Bush Doctor
- Monica Törnell – Jag är som jag är...
- UFO – Obsession
- Magnus Uggla – Vittring
- Van Halen – Van Halen (debutalbum)
- Cornelis Vreeswijk – Cornelis sjunger Victor Jara. Rätten till ett eget liv
- Cornelis Vreeswijk – Narrgnistor 2, En halv böj blues och andra ballader
- Tom Waits – Blue Valentine
- The Who – Who Are You
- Wire – Chairs Missing
- Wizex – Carousel
- Wizex – Miss Decibel
- Wizex – Som en sång
- XTC – White Music
- XTC – Go 2
- Yes – Tormato
- Neil Young – Comes a Time
- Frank Zappa – Zappa in New York
- Warren Zevon – Excitable Boy

## Årets singlar och hitlåtar
I listan är soloartister sorterade enligt efternamn, och musikgrupper efter bandnamnet utan engelska "The" och "A".
- 10cc – Dreadlock Holiday
- Abba – Eagle[8]
- Abba – Take a Chance on Me[8]
- Abba – Summer Night City[8]
- A Taste of Honey – Boogie Woogie Woogie
- Atlanta Rhythm Section – Imaginary Lover
- Bee Gees – Night Fever
- Blondie – Picture This
- Kate Bush – Wuthering Heights
- Chic – Dance, Dance, Dance
- City Boy – 5.7.0.5.
- Clout – Substitute
- The Commodores – Three Times a Lady
- Kjerstin Dellert – Åh Carl Gustav
- Dire Straits – Sultans of Swing
- Ian Dury – Hit Me with Your Rythm Stick
- Ian Dury – Wake Up and Make Love with Me
- Earth, Wind & Fire – Fantasy
- Yvonne Elliman – If I Can't Have You
- Exile – Kiss You All Over
- Jay Ferguson (USA) – Thunder Island
- Foxy – Get Off
- Art Garfunkel, Paul Simon & James Taylor – (What a) Wonderful World
- Gloria Gaynor – I Will Survive
- Andy Gibb – Shadow Dancing, Love is Thicker Than Water
- Nick Gilder – Hot Child in the City
- Heat Wave – Groove Line
- The Human League – Being Boiled (debut)
- The Jacksons – Blame It on the Boogie
- Evelyn "Champagne" King – Shame
- Magnum Bonum – Skateboard (LA Run)[9]
- Bob Marley – Is This Love
- The Motors – Airport
- Paul Paljett – Jag vill ge dig ett äventyr
- Dolly Parton – Baby I'm Burning
- Plastic Bertrand – Ça plane pour moi
- Player – Baby Come Back
- Gerry Rafferty – Baker Street
- Ram Jam – Black Betty
- Tom Robinson Band – 2-4-6-8 Motorway
- The Rolling Stones – Miss You
- Bob Seger – Still the Same, Old Time Rock'n'roll
- Siouxsie and the Banshees – Hong Kong Garden
- Steely Dan – FM
- Tavares – More Than a Woman
- Toto – Hold the Line
- Patti Smith Group – Because the Night
- Tobby Beau – My Angel Baby
- Peter Tosh & Mick Jagger – You Gotta Walk (Don't Look Back)
- Bonnie Tyler – It's a Heartache
- Cornelis Vreeswijk – Turistens klagan
- Frankie Valli – Grease
- Wizex & Lasse Holm – Miss Decibel[10]
- John Paul Young – Love Is in the Air
- Michäl Zager Band – Let's All Chant
- Warren Zevon – Werwolves in London

## Årets sångböcker och psalmböcker
- Astrid Lindgren – En bunt visor för Pippi, Emil och andra[11]

## Sverigetopplistan1978
| Datum                  | Låttitel                   | Artist/grupp                       | Bakgrund       |
| ---------------------- | -------------------------- | ---------------------------------- | -------------- |
| 13 januari 1978 (2v)   | I Remember Elvis Presley   | Danny Mirror                       | Nederländerna  |
| 27 januari 1978 (4v)   | 2-4-6-8 Motorway           | Tom Robinson Band                  | Storbritannien |
| 24 februari 1978 (2v)  | Ti amo                     | Umberto Tozzi                      | Italien        |
| 10 mars 1978 (10v)     | It's a Heartache           | Bonnie Tyler                       | Storbritannien |
| 14 juli 1978 (10v)     | Rivers of Babylon          | Boney M.                           | Tyskland       |
| 22 september 1978 (2v) | Skateboard                 | Magnum Bonum                       | Sverige        |
| 6 oktober 1978 (2v)    | Summer Night City          | Abba                               | Sverige        |
| 20 oktober 1978 (12v)  | You're the One That I Want | John Travolta & Olivia Newton-John | USA            |

## Jazz
- Joe Farrell: Night Dancing
- Quincy Jones: Sounds・・And Stuff Like That!
- Chuck Mangione: Feels So Good
- Spyro Gyra: Spyro Gyra
- John Klemmer: Arabesque
- Oliver Lake: Life Dance of Is
- David Liebman: Pendulum
- Michael Franks: Burchfield Nines
- Chico Freeman: The Outside Within
- Egberto Gismondi: Solo
- Guenter Hampel: Freedom Of The Universe
- Gerry Hemingway: Kwambe
- Leroy Jenkins: The Legend of Ai Glatson

## Klassisk musik
- John Adams – Shaker Loops
- Malcolm Arnold – Symphony No. 8
- Peter Maxwell Davies – Salome, ballet
- Jacob Druckman – Viola Concerto
- Henri Dutilleux – Timbres, espace, mouvement
- Arvo Pärt – Spiegel im Spiegel
- Alexandre Rabinovitch-Barakovsky – Requiem pour une marée noire
- Steve Reich – Music for a Large Ensemble

## Födda
- 5 januari
  - Bugz (artistnamn för Karnail Paul Pitts), amerikansk rappare, en av medlemmarna i hiphopgruppen D12.
  - Emilia Rydberg, svensk sångare.
- 19 januari – Anders Lind, svensk tonsättare.
- 30 januari – Daniel Lindström, svensk sångare, vinnare av Idol 2004.
- 21 februari – Anders Johansson, svensk sångare, vinnare av Fame Factory 2003.
- 15 mars – Sid Wilson, amerikansk DJ, medlem i Slipknot.
- 28 mars – Lina Hedlund, svensk sångare.
- 9 april – Rachel Stevens, brittisk musiker.
- 1 maj – Matt Lovato, basist i Mest.
- 8 maj – B. Martin Svensson, svensk tonsättare.
- 29 maj – Pelle Almqvist, svensk sångare, medlem i The Hives.
- 10 juni – Shane West, amerikansk musiker och skådespelare.
- 24 juni – Erno Vuorinen, finländsk musiker, gitarrist i Nightwish.
- 21 juli – Damian Marley, jamaicansk artist.
- 28 juli – Per Magnusson, svensk tonsättare.
- 4 augusti
  - Tobias Broström, svensk tonsättare.
  - JD Samson, amerikansk musiker, medlem i Le Tigre.
- 23 augusti – Julian Casablancas, amerikansk sångare, medlem i The Strokes
- 28 augusti – Max Collins, rocksångare/basist i Eve 6.
- 2 september – Jonas Kullhammar, svensk jazzmusiker (saxofon).
- 4 september – Christian Walz, svensk soulartist.
- 12 september – Axel Rudebeck, svensk tonsättare.
- 20 september – Sarit Hadad, israelisk sångare.
- 2 oktober – Ayumi Hamasaki, japansk sångare.
- 14 oktober – Usher, rapsångare.
- 15 oktober – Henrik Denerin, svensk tonsättare.
- 7 november – Cajsalisa Ejemyr, svensk skådespelare och sångare.
- 9 november – Sisqó, amerikansk rhythm and blues-sångare och skådespelare.
- 14 november – Obie Trice, rapsångare.
- 6 december – Benjamin Staern, svensk tonsättare.
- 28 december – John Legend, amerikansk sångare och pianist.

## Avlidna
- 2 januari – Andrew Walter (eg. Walter Kejving), 63, svensk kompositör och musiker (dragspel).[3]
- 12 mars – Nils Eriksson, 75, svensk musikdirektör och tonsättare.
- 1 maj – Aram Chatjaturjan, 74, armenisk tonsättare.
- 14 maj – Alexander Kipnis, 87, rysk operasångare (bas).
- 4 juni – Emy Owandner, 74, svensk skådespelare och operettsångare.
- 19 juni – Carl-Allan Moberg, 82, svensk musikforskare.
- 24 juli – Arne Hülphers, 74, svensk musikdirektör, kapellmästare och pianist.[3]
- 27 juli – Gösta Wallenius, 74, svensk textförfattare, kapellmästare, kompositör och arrangör av filmmusik.
- 6 augusti – Ivar Hallbäck, 81, svensk operasångare (andretenor) och skådespelare.
- 7 september – Keith Moon, 32, trummis, sångare, medlem i The Who.
- 15 september – Bruce Montgomery, 56, brittisk filmmusik-kompositör.
- 4 november – Daniel Olson, 80, svensk kompositör, organist, musiklärare och musikkritiker.
- 5 december – Dajos Béla, 80, ryskfödd tysk violinist och orkesterledare.
- 10 december – Olof Thiel, 86, svensk filmproducent och kompositör.

### Fotnoter
1. ↑  Poplight – Melodifestivalen.
2. ↑  ”Poplight – Kikki Danielsson”. Arkiverad från originalet den 27 oktober 2010. https://web.archive.org/web/20101027144051/http://poplight.zitiz.se/artist/kikki-danielsson. Läst 1 januari 2011.
3. 1 2 3 4 5 6   Horisont 1978. Bertmarks
4. ↑  Poplight – Eurovision Song Contest.
5. ↑  Uppgifter om Henry Barrauds kammaropera Le roi Gordogane.[död länk] (cdmc.asso.fr)
6. ↑  Nya Wermlands-Tidningen 14 december 2007 – Christer Sjögren avslöjar: Firar 40 med stor show Arkiverad 30 juli 2008 hämtat från the Wayback Machine.
7. ↑  ”Riksförbundet Unga Musikanter”. Arkiverad från originalet den 6 november 2011. https://web.archive.org/web/20111106125259/http://www.rum.se/viewNavMenu.do?menuID=19. Läst 15 april 2011.
8. 1 2 3  ABBA 1978 abbaannual.com
9. ↑  ”Joakim Tegblom – Låtar du trodde var svenska”. Arkiverad från originalet den 26 oktober 2013. https://web.archive.org/web/20131026075436/http://gotiskaklubben.wordpress.com/2013/09/22/latar-du-trodde-var-svenska/. Läst 1 augusti 2014.
10. ↑  Kikkis största hits Arkiverad 18 mars 2012 hämtat från the Wayback Machine.
11. ↑  ”Astrid Lindgren”. http://www.astridlindgren.se/verken/bocker/visbocker. Läst 21 mars 2011.